# Arco festoneado

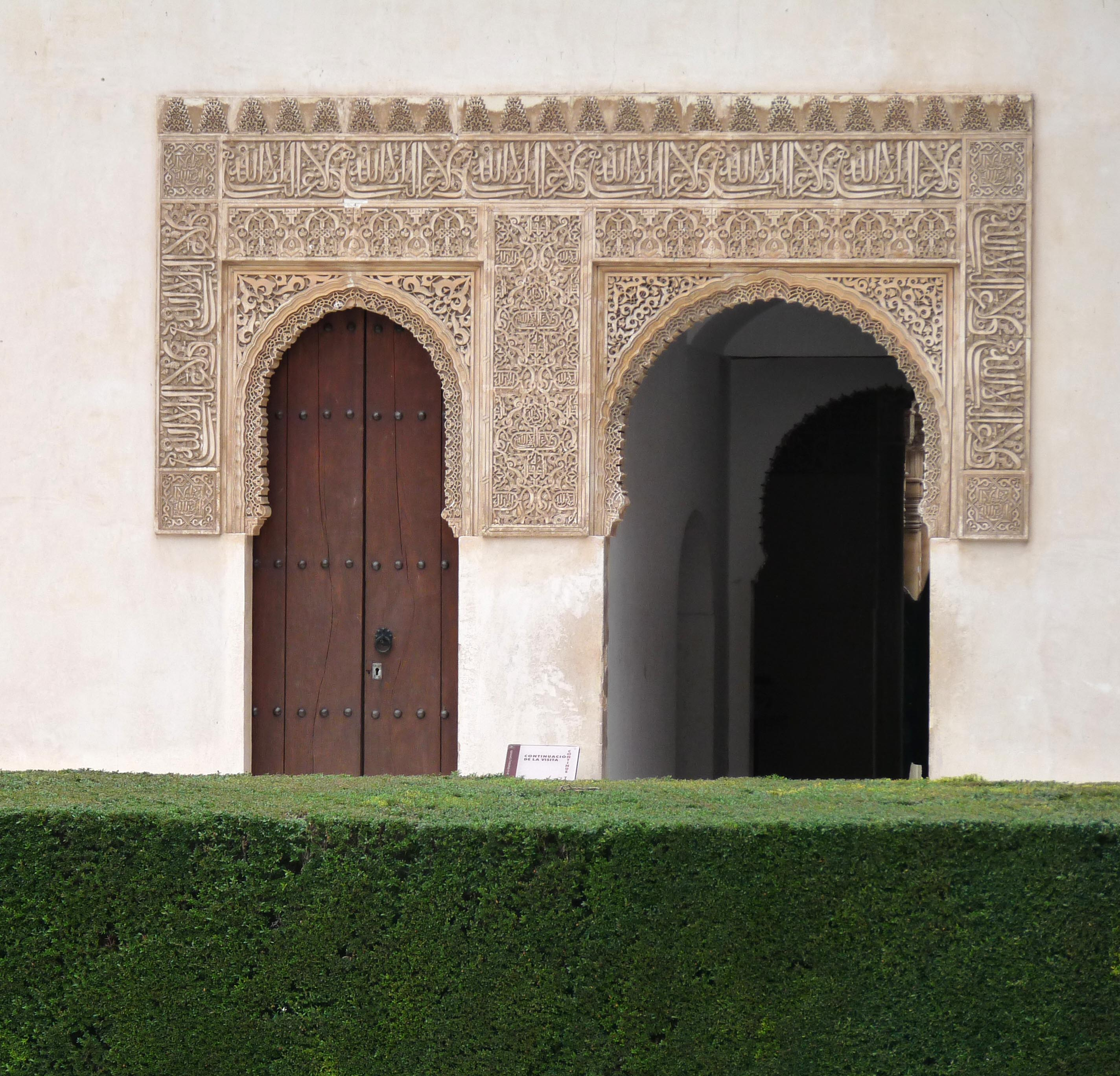
Dos puertas festoneadas en el Patio de los Arrayanes, Granada.

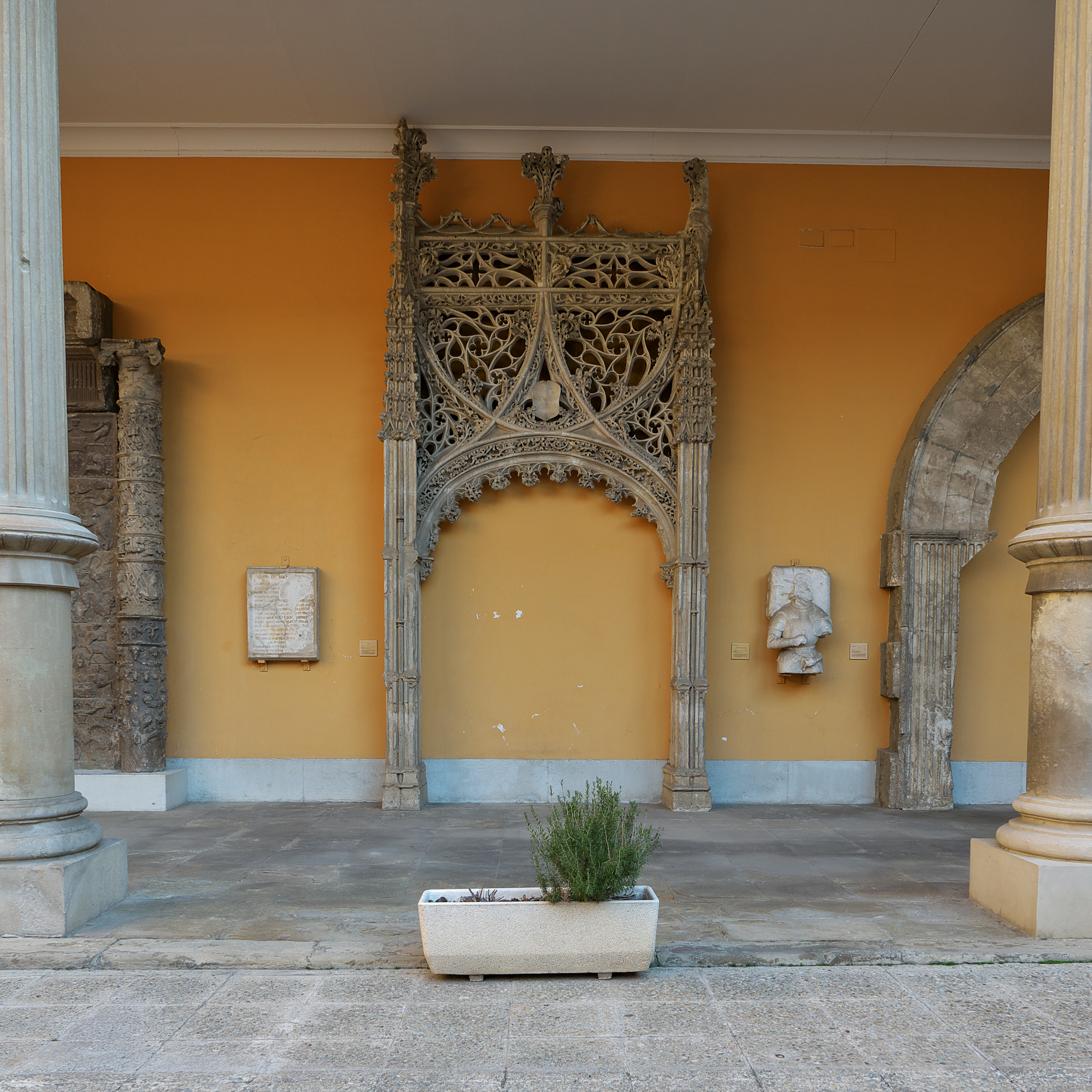
Arco festoneado gótico. Museo de Zaragoza.

El arco festoneado es un tipo de arco que posee un intradós decorado con diversas ondulaciones convexas o festones).
El arco, dependiendo del estilo arquitectónico podrá ser de medio punto, apuntado, o de herradura entre otras formas. Se denomina festoneado debido a que su diseño recuerda al perfil de una guirnalda, formada por motivos que decoran el intradós del arco.
El arco festoneado se podría considerar una variante del arco polilobulado en donde los lóbulos que forman el intradós del arco son convexos en lugar de cóncavos, formando una serie de pequeños cilindros transversales.

## Arco festoneado en la arquitectura románica
El arco festoneado apareció por primera vez en el siglo XII a lo largo de la vía Tolosana, una de las principales rutas francesas de peregrinación a Santiago de Compostela, a través de la cual los arcos festoneados y polilobulados se extendieron por Francia y España.
En Francia puede verse, por ejemplo, en el portal de la capilla de San Hipólito de Loupian, en Languedoc, rematado por un arco de herradura.
La arquitectura románica de los reinos cristianos de España, muy posiblemente influida por los modelos de la arquitectura de la vecina al-Ándalus, utilizó los arcos festoneados y polilobulados con relativa frecuencia, uso del que se conservan numerosos ejemplos en el ámbito del Camino de Santiago.
Por su parte, el arco festoneado llegó a Francia en el siglo XII a través del Camino de Arlés, uno de los principales recorridos franceses del Camino de Santiago. Se encuentra, por ejemplo, en la portada de la Capilla de San Hipólito de Loupian en Languedoc, coronada por un arco de herradura. Para el historiador del arte Paul Héliot, el arco festoneado es un “arco cuya línea del intradós se interrumpe periódicamente por pequeños apéndices que suelen converger hacia el centro del arco ... Los festones son simples colgantes que no intervienen en el trazado del arco, cúspides delgadas, la mayoría de las veces ahuecadas, que parecen florituras insignificantes”.
|                                                                                       |
| Arcos conopiales festoneados, decorado con bolas. Palacio del Infantado (Guadalajara) |

|                         |
| Portada de San Hipólito |

|                                  |
| Capilla de San Hipólito, Loupian |

|                                                                                           |
| Arco festoneado de San Hipólito, decorado a base de una sucesión de ondulaciones convexas |

## En la transición del románico al gótico
En este período tiene su origen como elemento propio el arco festoneado alternado ("arc festonné brisé" en francés), una variante del arco festoneado caracterizada porque en su intradós se disponen alternadamente ondulaciones convexas  pequeñas y grandes. Apareció en el siglo XII en la arquitectura de transición románico-gótica francesa, localizada principalmente en la Vía Francígena, que extendió el Camino de Arlés hasta Turín.
La iglesia del Monasterio de Ganagobie en Provenza, por ejemplo, tiene un soberbio portal románico-gótico con cinco arquivoltas, dos de las cuales están decoradas con festones de dos tamaños diferentes. La puerta en sí está enmarcada por festones, integrados en el dintel, con figuras de los apóstoles tallados en piedra.
| Monasterio de Ganagobie |  |  |  |  |
|                         |  |  |  |  |